# Atletico Oristano Calcio Femminile 2004-2005
Questa voce raccoglie le informazioni riguardanti l'Atletico Oristano Calcio Femminile nelle competizioni ufficiali della stagione 2004-2005.

## Stagione
Nella stagione 2004-2005 l'Atletico Oristano si appresta a iniziare il suo secondo campionato in Serie A dopo le due stagioni 2000-2001 e 2001-2002, le prime per la società nel livello di vertice del campionato italiano, grazie al primo posto conquistato nel girone A del campionato di Serie A2 2003-2004 precedente. Nel farlo il presidente Mario Sechi vara un progetto triennale al fine di allestire una formazione di primo piano in grado di puntare alle posizioni di vertice in classifica. Durante l'estate attua a una campagna acquisti aggressiva, ingaggiando il tecnico Mario Silvetti, alla cui guida la squadra aveva conquistato la storica promozione in Serie A e che alla sua prima stagione aveva raggiunto la quinta posizione, confermando quattro tra i più quotati elementi in squadra, Federica D'Astolfo, Damiana Deiana, Silvia Fusciani e Ángeles Parejo Jiménez, e integrando l'organico con alcune tra le migliori giovani del campionato affiancandole da calciatrici d'esperienza con presenze nella nazionale italiana.
Durante le prime partite la squadra offre prestazioni più che positive, superando nettamente alla prima giornata il Graphistudio Tavagnacco fuori casa per 8-2, ma nel prosieguo del campionato inanella una serie di risultati negativi anche se intervallati da episodi in cui si fa schiacciante la superiorità tecnica sulle avversarie, come all'8ª giornata con il 7-0 sul Vigor Senigallia. La situazione in classifica non agevola i rapporti all'interno della squadra che a dicembre 2004, prima della 6ª giornata, vede l'allontanamento del difensore Damiana Deiana, ufficialmente svincolata contrasti all'interno dello spogliatoio che suscita numerose prese di posizione anche da parte dell'Associazione Italiana Calciatori e che si concretizza nella defezione anche dell'altra Azzurra Francesca Valetto, centrocampista. Durante il calciomercato invernale la società ingaggia Milena De Vincenzo, di provenienza Fiammamonza, per rinforzare l'organico anche in sostituzione di Deiana.
Tutto ciò mina la fiducia della dirigenza nel tecnico Silvetti che, pur dopo la goleada inferta all'ottava giornata dall'Atletico Oristano alle avversarie del Vigor Senigallia, viene esonerato. Il presidente Sechi decide quindi di affidare la squadra alla coppia formata dalla capitana Federica D'Astolfo e Gabriele Fanni, intesa però che dura fino alla 16ª giornata dopo la quale, adducendo insanabili contrasti con la direzione, rassegnano le dimissioni.

## Divise e sponsor
La tenuta da gioco è formata da maglia azzurra, pantaloncini bianchi e calzettoni bianchi, mentre quella da trasferta è completamente rossa.
|  | 1ª divisa | Trasferta |

## Organigramma societario
Area amministrativa
- Presidente: Mario Sechi
- Vice Presidente: Massimiliano Stevelli

Area tecnica
- Allenatore: Mario Silvetti

## Rosa
| N. |                   | Ruolo | Calciatrice           |
| -- | ----------------- | ----- | --------------------- |
|    | Italia (bandiera) | P     | Chiara Marchitelli    |
|    | Italia (bandiera) | P     | Anna Piras            |
|    | Italia (bandiera) | P     | Simona Spissu         |
|    | Italia (bandiera) | D     | Federica D'Astolfo    |
|    | Italia (bandiera) | D     | Milena De Vincenzo    |
|    | Italia (bandiera) | D     | Damiana Deiana        |
|    | Italia (bandiera) | D     | Antonella Giglio      |
|    | Italia (bandiera) | D     | Luisa Marchio         |
|    | Italia (bandiera) | D     | Severina Lucia Marras |
|    | Italia (bandiera) | D     | Giulia Perelli        |
|    | Italia (bandiera) | C     | Federica Cesca        |
|    | Italia (bandiera) | C     | Elisa Deiana          |

| N. |                   | Ruolo | Calciatrice        |
| -- | ----------------- | ----- | ------------------ |
|    | Italia (bandiera) | C     | Martina Lenzu      |
|    | Italia (bandiera) | C     | Maddalena Gozzi    |
|    | Italia (bandiera) | C     | Marcella Gozzi     |
|    | Italia (bandiera) | C     | Silvia Pontil      |
|    | Italia (bandiera) | C     | Debora Serra       |
|    | Italia (bandiera) | C     | Katia Serra        |
|    | Italia (bandiera) | C     | Francesca Valetto  |
|    | Italia (bandiera) | A     | Sara Casu          |
|    | Italia (bandiera) | A     | Fabiana Colasuonno |
|    | Italia (bandiera) | A     | Silvia Fusciani    |
|    | Italia (bandiera) | A     | Ángeles Parejo     |

## Calciomercato

### Sessione estiva
| Acquisti | Acquisti           | Acquisti           | Acquisti   |
| R.       | Nome               | da                 | Modalità   |
| -------- | ------------------ | ------------------ | ---------- |
| P        | Chiara Marchitelli | A.D. Decimum Lazio | definitivo |
| D        | Luisa Marchio      | Torres Terra Sarda | definitivo |
| D        | Giulia Perelli     | Foroni Verona      | definitivo |
| D        | Silvia Pontil      | Foroni Verona      | definitivo |
| C        | Maddalena Gozzi    | Foroni Verona      | definitivo |
| C        | Marcella Gozzi     | Foroni Verona      | definitivo |
| C        | Katia Serra        | Bergamo R          | definitivo |
| A        | Fabiana Colasuonno | Torres Terra Sarda | definitivo |

| Cessioni | Cessioni        | Cessioni   | Cessioni |
| R.       | Nome            | a          | Modalità |
| -------- | --------------- | ---------- | -------- |
| C        | Daniela Mattana | Villaputzu | prestito |

### Sessione invernale
| Acquisti | Acquisti           | Acquisti    | Acquisti   |
| R.       | Nome               | da          | Modalità   |
| -------- | ------------------ | ----------- | ---------- |
| D        | Milena De Vincenzo | Fiammamonza | definitivo |

| Cessioni | Cessioni          | Cessioni | Cessioni   |
| R.       | Nome              | a        | Modalità   |
| -------- | ----------------- | -------- | ---------- |
| D        | Damiana Deiana    | Torino   | svincolata |
| C        | Francesca Valetto | Torino   | svincolata |

## Risultati

### Serie A

#### Girone di andata
| Arbitro: | Berger |

|                      |           | |
| Piva 45’ Bologna 90’ | Marcatori | 10’, 80’ Mad. Gozzi 15’ (rig.) Colasuonno 20’, 75’ Parejo 30’ (aut.) Bologna 47’ Marchio 51’ D. Deiana |

| Arbitro: | Sabatini (Viterbo) |

|                           |           |  |
| Parejo 35’ Colasuonno 57’ | Marcatori |  |

| Arbitro: | Marrazzo (Tivoli) |

|                                                |           |            |
| Guarino 3’ Pedersen 35’ Pintus 62’, 77’ (rig.) | Marcatori | 72’ Parejo |

| Arbitro: | Brotto (Roma) |

|  |           |           |
|  | Marcatori | 60’ Croce |

| Arbitro: | Benelli |

|              |           |                                         |
| Tardelli 38’ | Marcatori | 28’ Colasuonno 65’ D'Astolfo 83’ Parejo |

| Arbitro: | Brotto (Roma) |

|                       |           |            |
| Colasuonno 90’ (rig.) | Marcatori | 10’ Giugni |

| Arbitro: | Doveri (Roma) |

|  |           |            |
|  | Marcatori | 34’ Sodini |

| Oristano 15 gennaio 2005, ore 14:30 CET 8ª giornata                                              | Atletico Oristano | 7 – 0 referto | Vigor Senigallia | Campo sp. comunale Tharros |
| \| \| \| \| \| Parejo 10’, 15’, 37’, 45’ Colasuonno 28’, 33’ Mad. Gozzi 45+2’ \| Marcatori \| \| |                   |               |                  |                            |
|                                                                                                  |                   |               |                  |                            |
| Parejo 10’, 15’, 37’, 45’ Colasuonno 28’, 33’ Mad. Gozzi 45+2’                                   | Marcatori         |               |                  |                            |

| Arbitro: | Faccia |

|           |           |                  |
| Serra 55’ | Marcatori | 70’ (rig.) Hofer |

| Arbitro: | Citro (Battipaglia) |

|            |           |                                |
| Crespi 20’ | Marcatori | 15’, 28’, 73’ Parejo 38’ Serra |

| Arbitro: | Perotto |

|                 |           |             |
| Parejo 56’, 78’ | Marcatori | 28’ Balconi |

#### Girone di ritorno
| Arbitro: | Spinelli |

|                                                  |           |  |
| Parejo 19’, 24’, 73’ Colasuonno 59’ Fusciani 84’ | Marcatori |  |

| Arbitro: | Revelant |

|                                             |           |  |
| Gabbiadini 1’, 79’ Boni 35’, 54’ Pasqui 49’ | Marcatori |  |

| Oristano 26 febbraio 2005, ore 14:30 CET 14ª giornata | Atletico Oristano | 0 – 1 | Torres Terra Sarda | Campo sp. comunale Tharros |

| Milano 19 marzo 2005, ore 15:00 CET 15ª giornata | ACF Milan | 3 – 1 | Atletico Oristano | Arena Civica |

| Arbitro: | Di Stefano (Alghero) |

|                              |           |                                           |
| Parejo 7’ Serra 90+2’ (rig.) | Marcatori | 18’ Tardelli 51’ Ciardelli 90’ D'Agostino |

| Arbitro: | Brotto (Roma) |

|                       |           |            |
| Colasuonno 90’ (rig.) | Marcatori | 10’ Giugni |

| Arbitro: | Chendi |

|                                                                                             |           |                      |
| Panico 6’, 35’, 78’, 83’ Sodini 25’ (rig.), 54’ Zorri 37’ Mazzantini 73’ Margiotta 76’, 86’ | Marcatori | 14’, 43’, 81’ Parejo |

| Arbitro: | Calzolari (Forli) |

|  |           |                       |
|  | Marcatori | 25’ (rig.) Colasuonno |

| Monza 7 maggio 2005, ore 15:00 CEST 20ª giornata                                       | Fiammamonza | 3 – 1 referto  | Atletico Oristano | Stadio Gino Alfonso Sada |
| \| \| \| \| \| Illiano 35’ Stracchi 36’ Paliotti 70’ \| Marcatori \| 81’ Colasuonno \| |             |                |                   |                          |
|                                                                                        |             |                |                   |                          |
| Illiano 35’ Stracchi 36’ Paliotti 70’                                                  | Marcatori   | 81’ Colasuonno |                   |                          |

| Arbitro: | Moi (Cagliari) |

|                                                                                  |           |                         |
| D. Serra 15’ Parejo 18’, 81’, 84’ Marchio 20’ Lenzu 30’ (rig.) Fusciani 51’, 83’ | Marcatori | 53’ Coletta 83’ Ragnoli |

| Arbitro: | Ronchi |

|                                         |           |              |
| Giovannini 32’ Colombo 57’ Regalini 57’ | Marcatori | 90’ Fusciani |

### Coppa Italia

#### Primo turno
Girone 24
| 11 settembre 2004, ore 15:00 CEST 1ª giornata | Atletico Oristano | 6 – 0 | Olbia |  |

| 19 settembre 2004, ore 15:00 CEST 2ª giornata | Caprera | 0 – 9 | Atletico Oristano |  |

| 29 settembre 2004, ore 20:30 CEST | Alghero | 0 – 7 | Atletico Oristano |  |

#### Secondo turno
| 2 ottobre 2004, ore 16:00 CET Andata | Villaputzu | 0 – 2 | Atletico Oristano |  |

| 7 novembre 2004, ore 14:30 CET Ritorno | Atletico Oristano | 7 – 1 | Villaputzu |  |

#### Ottavi di finale
| 20 novembre 2004, ore 14:30 CET Andata | Ludos Palermo | 0 – 4 | Atletico Oristano |  |

| 8 dicembre 2004, ore 14:30 CET Ritorno | Atletico Oristano | – | Ludos Palermo |  |

#### Quarti di finale
| Arbitro: | Falanga (Torre del Greco) |

|  |           |                                              |
|  | Marcatori | 9’ Fusciani 39’, 90+2’ Mar. Gozzi 21’ Parejo |

| 30 marzo 2005 Ritorno | Atletico Oristano | 3 – 0 a tav. | A.D. Decimum Lazio |  |

#### Semifinali
| Arbitro: | Faggiano (Civitavecchia) |

|                                                               |           |  |
| Domenichetti 12’ Conti 21’ Pedersen 60’, 63’ Gazzoli 49’, 86’ | Marcatori |  |

| Arbitro: | Altavilla (Saronno) |

|                               |           |                                                               |
| Colasuonno 6’, 72’ Parejo 88’ | Marcatori | 19’, 33’ Pedersen 49’, 79’ Domenichetti 71’ Conti 76’ Gazzoli |

## Statistiche

### Statistiche di squadra
| Competizione | Punti | In casa | In casa | In casa | In casa | In casa | In casa | In trasferta | In trasferta | In trasferta | In trasferta | In trasferta | In trasferta | Totale | Totale | Totale | Totale | Totale | Totale | DR |
| Competizione | Punti | G       | V       | N       | P       | Gf      | Gs      | G            | V            | N            | P            | Gf           | Gs           | G      | V      | N      | P      | Gf     | Gs     | DR |
| ------------ | ----- | ------- | ------- | ------- | ------- | ------- | ------- | ------------ | ------------ | ------------ | ------------ | ------------ | ------------ | ------ | ------ | ------ | ------ | ------ | ------ | -- |
| Serie A      | 29    | 11      | 5       | 2       | 4       | 28      | 11      | 11           | 4            | 0            | 7            | 24           | 35           | 22     | 9      | 2      | 11     | 52     | 46     | +6 |
| Coppa Italia | -     | -       | -       | -       | -       | -       | -       | -            | -            | -            | -            | -            | -            | -      | -      | -      | -      | -      | -      | -  |
| Totale       | -     | -       | -       | -       | -       | -       | -       | -            | -            | -            | -            | -            | -            | -      | -      | -      | -      | -      | -      | -  |

### Andamento in campionato
| Giornata  | 1 | 2 | 3 | 4 | 5 | 6 | 7 | 8 | 9 | 10 | 11 | 12 | 13 | 14 | 15 | 16 | 17 | 18 | 19 | 20 | 21 | 22 |
| --------- | - | - | - | - | - | - | - | - | - | -- | -- | -- | -- | -- | -- | -- | -- | -- | -- | -- | -- | -- |
| Luogo     | T | C | T | C | T | C | C | T | C | T  | C  | C  | T  | C  | T  | C  | T  | T  | C  | T  | C  | T  |
| Risultato | V | V | P | P | V | N | P | V | N | V  | V  | V  | P  | P  | P  | P  | P  | P  | V  | P  | V  | P  |
| Posizione | 1 | 1 |   |   |   |   |   |   |   | 5  | 5  |    | 6  | 5  |    |    |    |    |    |    |    | 8  |

Legenda:

Luogo: C = Casa; T = Trasferta. Risultato: V = Vittoria; N = Pareggio; P = Sconfitta.

### Statistiche delle giocatrici
| Giocatore      | Serie A  | Serie A | Serie A     | Serie A    | Coppa Italia | Coppa Italia | Coppa Italia | Coppa Italia | Totale   | Totale | Totale      | Totale     |
| Giocatore      | Presenze | Reti    | Ammonizioni | Espulsioni | Presenze     | Reti         | Ammonizioni  | Espulsioni   | Presenze | Reti   | Ammonizioni | Espulsioni |
| -------------- | -------- | ------- | ----------- | ---------- | ------------ | ------------ | ------------ | ------------ | -------- | ------ | ----------- | ---------- |
| S. Casu        | ?        | ?       | ?           | ?          | ?            | ?            | ?            | ?            | ?        | ?      | ?           | ?          |
| F. Cesca       | ?        | ?       | ?           | ?          | ?            | ?            | ?            | ?            | ?        | ?      | ?           | ?          |
| F. Colasuonno  | ?        | ?       | ?           | ?          | ?            | ?            | ?            | ?            | ?        | ?      | ?           | ?          |
| F. D'Astolfo   | ?        | ?       | ?           | ?          | ?            | ?            | ?            | ?            | ?        | ?      | ?           | ?          |
| M. De Vincenzo | ?        | ?       | ?           | ?          | ?            | ?            | ?            | ?            | ?        | ?      | ?           | ?          |
| D. Deiana      | ?        | ?       | ?           | ?          | ?            | ?            | ?            | ?            | ?        | ?      | ?           | ?          |
| E. Deiana      | ?        | ?       | ?           | ?          | ?            | ?            | ?            | ?            | ?        | ?      | ?           | ?          |
| S. Fusciani    | ?        | ?       | ?           | ?          | ?            | ?            | ?            | ?            | ?        | ?      | ?           | ?          |
| A. Giglio      | ?        | ?       | ?           | ?          | ?            | ?            | ?            | ?            | ?        | ?      | ?           | ?          |
| Mad. Gozzi     | ?        | ?       | ?           | ?          | ?            | ?            | ?            | ?            | ?        | ?      | ?           | ?          |
| Mar. Gozzi     | ?        | ?       | ?           | ?          | ?            | ?            | ?            | ?            | ?        | ?      | ?           | ?          |
| M. Lenzu       | ?        | ?       | ?           | ?          | ?            | ?            | ?            | ?            | ?        | ?      | ?           | ?          |
| L. Marchio     | ?        | ?       | ?           | ?          | ?            | ?            | ?            | ?            | ?        | ?      | ?           | ?          |
| C. Marchitelli | ?        | ?       | ?           | ?          | ?            | ?            | ?            | ?            | ?        | ?      | ?           | ?          |
| S. L. Marras   | ?        | ?       | ?           | ?          | ?            | ?            | ?            | ?            | ?        | ?      | ?           | ?          |
| Á. Parejo      | ?        | ?       | ?           | ?          | ?            | ?            | ?            | ?            | ?        | ?      | ?           | ?          |
| G. Perelli     | ?        | ?       | ?           | ?          | ?            | ?            | ?            | ?            | ?        | ?      | ?           | ?          |
| A. Piras       | 1        | -4      | 0           | 0          | ?            | ?            | ?            | ?            | 1+       | -4+    | 0+          | 0+         |
| S. Pontil      | ?        | ?       | ?           | ?          | ?            | ?            | ?            | ?            | ?        | ?      | ?           | ?          |
| D. Serra       | ?        | ?       | ?           | ?          | ?            | ?            | ?            | ?            | ?        | ?      | ?           | ?          |
| K. Serra       | ?        | ?       | ?           | ?          | ?            | ?            | ?            | ?            | ?        | ?      | ?           | ?          |
| S. Spissu      | ?        | ?       | ?           | ?          | ?            | ?            | ?            | ?            | ?        | ?      | ?           | ?          |
| F. Valetto     | ?        | ?       | ?           | ?          | ?            | ?            | ?            | ?            | ?        | ?      | ?           | ?          |